# Кабардинская кухня
Кабардинская кухня — традиционное блюдо лягур (сушёное мясо,баранина) и паста из пшена

## Описание
В 1667 году об адыгской (кабардино-черкесской) кухне путешественник Эвлия Челеби с восторгом сообщал:
Прежде чем приступить к еде, выставляют деревянные столы и зажигают восковую свечу. Каждый, поклонившись восковой свече, произносит один раз: «Дану, дану мамелук!», потом приступают к еде. После еды, также обратившись к свече, убирают стол. Это странное зрелище.
Все едят варёную пасте из проса, то есть просяную, чуть сваренную кашу, которую руками скатывают в шарики и едят их совсем горячими, погружая в сазбаль (подлива). Вылив его в особого рода ореховую ступку, смешав с горчицей и солью, кладут в миски и, полив ореховым маслом, посыпают красным перцем. В этот же сазбаль кладут красное ореховое масло и жирный сыр. Головы, рога, копыта, печень, желудки, ножки, почки и почечный жир жирных баранов и ягнят моют в семи чистых водах и того барана целиком готовят в печи-тандыре и подают на обед. Готовят его в печи так, что он становится похожим по вкусу на косулю. В горах таким же образом готовят косуль, быков и прочую охотничью добычу. В горах едят кебаб из гусей, уток, птиц, называемых куропатками, фазанами и черными дроздами.

Все население пьет кумыс из кобыльего молока, талкан, айран, курт-айран, острую бузу, крепкую бузу, бузу на меду — крепкую и разбавленную; воды большинство людей пьет мало.

## Национальные блюда и продукты
Кабардинская кухня изобилует блюдами из мяса (баранины, говядины, дичи). Мясо употребляют в различных видах: свежее, сушеное, копченое, и конечно варёное.
К варёному мясу обычно подают бжынухшыпс — соус на основе шху и чеснока.
Лягур — визитная карточка кабардинской кухни, представляет собой сушеное или вяленое мясо птицы (аналог ветчины). Подается с тушеным картофелем.
В качестве гарнира обыкновенно используются каши 

## Либже
В состав многих блюд кабардинской кухни входит основа либже, что означает тушёное мясо.
- Гедлибже — тушёная курица в сметанном соусе[6]. Аналог грузинского чахохбили только без использования томатов. Это самое распространенное и известное блюдо[7].
- Джэд либже — кусочки курицы, тушенные в сметанном соусе[8].
- Лицуклибже — мясо-молочный суп. Также принят фасолевый суп[4].

## Десерты
Десерты представлены пышками-лакум и халвой -закерис (зыкӏэрыс), а также несладкой выпечкой: кхъуен дэлэн (пирог с ботвой), сладкий/соленый слоеный хлеб.